# Javier Echevarría Rodríguez
Javier Echevarría Rodríguez (Madrid, 14 giugno 1932 – Roma, 12 dicembre 2016) è stato un vescovo cattolico spagnolo, prelato dell'Opus Dei dal 1994 al 2016.

## Biografia
Laureato in giurisprudenza e in diritto canonico, è stato ordinato sacerdote il 7 agosto 1955.
Dai primi anni cinquanta è stato, insieme a mons. Alvaro del Portillo, uno dei più stretti collaboratori di Josemaría Escrivá de Balaguer e suo segretario fin dal 1953. Quando, nel 1975, Alvaro del Portillo è succeduto a Josemaría Escrivá, divenne segretario generale dell'Opus Dei e successivamente, con l'erezione dell'Opus Dei in prelatura personale nel 1982, vicario generale.
Nel 1994 è nominato da papa Giovanni Paolo II prelato dell'Opus Dei ed è ordinato vescovo a San Pietro il 6 gennaio 1995.
Dal 1981 è stato consultore della Congregazione delle cause dei santi, del Supremo tribunale della Segnatura apostolica e dal 1995 della Congregazione per il clero.
Conoscitore dei problemi dei cristiani nel mondo attuale e della situazione della Chiesa in numerosi paesi del mondo, ha compiuto molti viaggi pastorali nei cinque continenti, stabilendo un dialogo ecumenico con persone di differenti credi e culture. Ha vissuto a Roma momenti decisivi della storia della Chiesa, come gli anni del Concilio Vaticano II.
In Italia ha dato un decisivo impulso alla realizzazione dell'Università Campus Bio-Medico di Roma e alla promozione di attività di volontariato e di assistenza sociale.
Il 10 aprile 1997 il Giornale di Sicilia ha riportato in questi termini una sua frase pronunciata in un incontro con circa 1.500 persone legate alla Prelatura dell'Opus Dei: "Un sondaggio dice che il 90 per cento degli handicappati sono figli di genitori che non sono arrivati puri al matrimonio", frase che ha provocato l'indignazione di alcune associazioni che tutelano i disabili e una prima replica della Prelatura.
Per chiarire il vero senso delle sue parole, mons. Echevarría ha rilasciato in seguito un'intervista al quotidiano Avvenire nella quale nega di aver pronunciato le parole attribuitegli dal quotidiano siciliano e ha spiegato di non ritenere affatto che ci sia un legame tra handicap e impurità, anzi di ritenerlo un'assurdità, e di aver parlato in generale della virtù della castità, stigmatizzando il lassismo morale dilagante.
Il 18 giugno 2011 ha effettuato un viaggio apostolico a Cagliari per promuovere le attività apostoliche del centro culturale Accademia del Castello in vista della programmata apertura di un centro della Prelatura in città.
Il 18 settembre 2012 è stato nominato padre sinodale della XIII Assemblea Generale Ordinaria del Sinodo dei vescovi.
Il 9 dicembre 2014 ha nominato vicario ausiliare della prelatura mons. Fernando Ocáriz, sino a quel momento vicario generale della prelatura, e, al posto di mons. Ocáriz, ha nominato vicario generale mons. Mariano Fazio, sino a quel momento vicario regionale per l'Argentina.
Muore il 12 dicembre 2016 a Roma dopo una crisi respiratoria ed è sepolto nella cripta della chiesa prelatizia di Santa Maria della Pace accanto al beato Álvaro del Portillo.

## Opere
In italiano sono stati tradotti alcuni suoi libri:
- Itinerari di vita cristiana, Milano, Edizioni Ares, 2001, ISBN 8881552191.
- Memoria del Beato Josemaría Escrivá. Intervista con Salvador Bernal, 2ª ed., Milano, Leonardo International, 2001, ISBN 888648271X.
- Getsemani, Milano, Edizioni Ares, 2007, ISBN 9788881553518.
- Eucaristia e vita cristiana, Edizioni Ares, 2014, ISBN 9788881555895

## Genealogia episcopale
La genealogia episcopale è:
- Cardinale Scipione Rebiba
- Cardinale Giulio Antonio Santori
- Cardinale Girolamo Bernerio, O.P.
- Arcivescovo Galeazzo Sanvitale
- Cardinale Ludovico Ludovisi
- Cardinale Luigi Caetani
- Cardinale Ulderico Carpegna
- Cardinale Paluzzo Paluzzi Altieri degli Albertoni
- Papa Benedetto XIII
- Papa Benedetto XIV
- Papa Clemente XIII
- Cardinale Enrico Benedetto Stuart
- Papa Leone XII
- Cardinale Chiarissimo Falconieri Mellini
- Cardinale Camillo Di Pietro
- Cardinale Mieczysław Halka Ledóchowski
- Cardinale Jan Maurycy Paweł Puzyna de Kosielsko
- Arcivescovo Józef Bilczewski
- Arcivescovo Bolesław Twardowski
- Arcivescovo Eugeniusz Baziak
- Papa Giovanni Paolo II
- Vescovo Javier Echevarría Rodríguez